# Athénská univerzita
Athénská národní univerzita Kapodistriase (řecky: Εθνικό και Καποδιστριακό Πανεπιστήμιο Αθηνών) je nejstarší řecká univerzita založená roku 1837.

## Historie
Byla založena 3. května 1837 králem Otou I. Řeckým jako Otoniánská univerzita.
Byla první univerzitou svobodného Řecka a jihovýchodní Evropy. Univerzita měla čtyři fakulty; teologickou, právnickou, lékařskou a uměleckou.
Prvně sídlila v rezidenci architektů Stamatiose Kleanthise a Eduarda Schauberta.
Roku 1862 byla přejmenována na Národní univerzitu.
V letech 1911–1932 byla univerzita rozdělena na: Univerzitu Kapodistriase a Národní univerzitu.

## Fakulty
- Fakulta zemědělství, výživy a udržitelnosti
  - oddělení rozvoje venkova
  - oddělení zemědělství a potravinářství
  - oddělení přírodních zdrojů
- Fakulta pedagogiky
  - oddělení primárního vzdělávání
  - oddělení předškolního vzdělávání
- Fakulta zdravotnictví
  - oddělení lékařství
  - oddělení ošetřovatelství
  - oddělení stomatologie
  - oddělení farmacie
- Fakulta tělesné výchovy a sportu
- Fakulta teologie
  - oddělení teologie
  - oddělení sociologie náboženství a religionistiky
- Fakulta přírodních věd
  - oddělení matematiky
  - oddělení fyziky
  - oddělení informatiky a komunikačních technologií
  - oddělení chemie
  - oddělení biologie
  - oddělení geologie
  - oddělení digitální a průmyslové technologie
  - oddělení aerokosmonautiky
  - oddělení historie a filosofie
- Fakulta práva
- Fakulta ekonomiky a politických věd
  - oddělení ekonomiky
  - oddělení obchodní administrativy
  - oddělení politických věd a veřejné správy
  - oddělení sociologie
  - oddělení komunikace a mediální komunikace
  - oddělení turkologie a orientalistiky
  - oddělení přístavního managementu a loďařství
  - oddělení digitálního umění a kinematografie
- Fakulta filosofie
  - oddělení filologie
  - oddělení historie a archeologie
  - oddělení sekundárního vzdělávání
  - oddělení filosofie
  - oddělení psychologie
  - oddělení anglického jazyka a literatury
  - oddělení francouzského jazyka a literatury
  - oddělení německého jazyka a literatury
  - oddělení italského jazyka a literatury
  - oddělení španělského jazyka a literatury
  - oddělení ruského jazyka a slavistiky
  - oddělení divadelního umění
  - oddělení hudebního umění